# Wellington, Florida
Wellington är en ort (village) i Palm Beach County, i delstaten Florida, USA. Enligt United States Census Bureau har orten en folkmängd på 57 163 invånare (2011) och en landarea på 116 km².